# تپه قلعه قوزیجاق
تپه قلعه قوزیجاق مربوط به دوره اشکانیان - دوره ساسانیان است و در شهرستان ماهنشان، بخش انگوران، دهستان انگوران، روستای قوزیجاق سفلی، ۲/۵ کیلومتری روستای قوزیجاق سفلی واقع شده و این اثر در تاریخ ۲۷ بهمن ۱۳۸۷ با شمارهٔ ثبت ۲۴۵۷۲ به‌عنوان یکی از آثار ملی ایران به ثبت رسیده است.